# Tunel Batignolles
Tunel Batignolles (francouzsky Tunnel des Batignolles) je bývalý železniční tunel, který se nachází v Paříži v 17. obvodu. Nachází se na trati ze stanice Paris-Saint-Lazare ve čtvrti Batignolles a je 321 metrů dlouhý. Byl postaven postupně v letech 1837-1909 a v letech 1923-1925 byl zbořen a nahrazen výkopem. Zachována zůstala pouze část nacházející se pod Rue de Rome.

## Historie
V roce 1837 byla uvedena do provozu železnice z Paříže do Saint-Germain-en-Laye. U výjezdu z nádraží Saint-Lazare, tehdy ležícího v prostoru Place de l'Europe, musela železnice vést pod obcí Batignolles-Monceau v již poměrně hustě obydlené oblasti. Tunel začínal mírně před bulvárem des Batignolles (který označuje hranici Paříže) a končil za Rue La Condamine, přičemž procházel pod Rue des Dames. Při stavbě trati z Paříže do Rouenu na počátku 40. let 19. století byla vyražena druhá štola. V roce 1865 byla na západ od prvních dvou vybudována nová štola.
V 90. letech 19. století se již tunel jevil jako nedostatečný a bylo navrženo jeho zbourání. Zničení tunelu by si však vyžádalo demolici mnoha objektů a projekt nebyl z rozpočtových důvodů realizován. V roce 1909 byl pod Rue de Rome postaven čtvrtý tubus, který umožnil průjezd linky do Auteuil.
V roce 1912 se ředitelství státních železnic po několika letech zkoumání rozhodlo tunel odstranit, s výjimkou nedávno otevřené části pod Rue de Rome. Za tímto účelem byla vyhlášena soutěž. Projekt byl složitý, protože práce musely být provedeny bez omezení pohybu vlaků nebo metra linky 2, která projíždí těsně nad tunelem. Podrobný projekt byl schválen ministerským rozhodnutím 12. října 1914, ale kvůli první světové válce nebyl realizován.
Dne 5. října 1921 došlo k železniční nehodě, kdy se vlak vyjíždějící ze stanice Saint-Lazare v tunelu srazil s dalším vlakem, který mu předcházel. Prasknutí plynové nádrže jednoho z vagónů způsobilo požár, při kterém zemřelo 28 osob. V důsledku toho ministr okamžitě nařídil odstranění tunelu. Nařízení bylo potvrzeno ministerským rozhodnutím 5. prosince 1921. Přípravné práce začaly již 17. října 1921. Práce na demolici tří tubusů (zachován byl pouze pod Rue de Rome) začaly v roce 1922 a byly dokončeny v roce 1926. Starý tunel byl nahrazen osmipruhovým výkopem (oproti šesti ve zbouraném tunelu).

## Charakteristika
Tunel měl vlastnosti:
- délka 321 m;
- šířka kleneb:
  - 7,4 m pro klenby č. 1 a 2 v tunelech zvaných Saint-Germain a Argenteuil;
  - 8 m pro klenbu č. 3, zvané Versailles;
  - 8,5 m pro klenbu č 4, zvané Auteuil;
- výška kleneb: cca 6 m nad úrovní kolejí;
- hloubka: strop byl 7 m pod Rue de Rome.

Tunelem původně procházelo pět železničních tratí:
- z Paříže do Versailles-Rive-Droite
- z Paříže do Saint-Germain-en-Laye
- z Paříže do Ermont-Eaubonne
- z Paříže do Le Havru
- z Paříže do Mantes